# Bundesstraße 30
Die Bundesstraße 30 (Abkürzung: B 30) ist eine stark befahrene Bundesstraße in Nord-Süd-Richtung in Oberschwaben (südliches Baden-Württemberg). Sie verbindet mit einer Länge von ca. 102 km den Großraum Ulm mit dem Bodensee und führt an den Städten Laupheim, Biberach an der Riß, Bad Waldsee, Weingarten und Ravensburg vorbei bis nach Friedrichshafen.
Vom Autobahndreieck Neu-Ulm bis Hochdorf und zwischen Baindt und Ravensburg-Eschach verläuft die Bundesstraße 30 auf einer neuen Strecke. Die alte Bundesstraße wurde zu Landes- und Kreisstraßen herabgestuft.
Die B 30 ist in einigen Abschnitten gut ausgebaut, enthält jedoch auch noch weniger ausgebaute Teilstrecken und mehrere stark frequentierte Ortsdurchfahrten. Zudem besteht auf der B 30 eine erhöhte Anfälligkeit für Unfälle und Staus.

## Verlauf
Die Bundesstraße 30 beginnt im Südosten von Neu-Ulm am Autobahndreieck Neu-Ulm. Die ersten ca. 38 km von Neu-Ulm bis Biberach sind autobahnähnlich ausgebaut. Von Biberach-Jordanbad bis Oberessendorf steht ein Fahrstreifen pro Fahrtrichtung zur Verfügung. Dieser Streckenabschnitt wurde bis 2013 auf fünf Abschnitten um einen dritten Fahrstreifen erweitert (2+1 Ausbau auf 6,5 km). Ab Oberessendorf ist die B 30 bis zum Beginn der Ausbaustrecke nördlich von Baindt einbahnig, zweistreifig. Die Ortsumfahrung Ravensburg wurde beginnend nördlich von Baindt bis zum Ausbauende bei Karrer (AS Oberzell bei Ravensburg) auf ca. 17 km Länge autobahnähnlich ausgebaut. Danach weist die B 30 bis Friedrichshafen einen Fahrstreifen pro Fahrtrichtung auf. Die Bundesstraße 30 ist mit Ausnahme der Gemeinden Bad Waldsee, Meckenbeuren und Friedrichshafen frei von Ortsdurchfahrten.

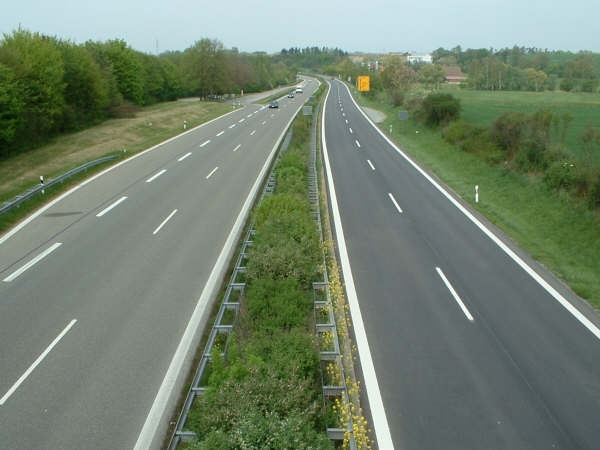
Vierspurige B 30 bei Achstetten
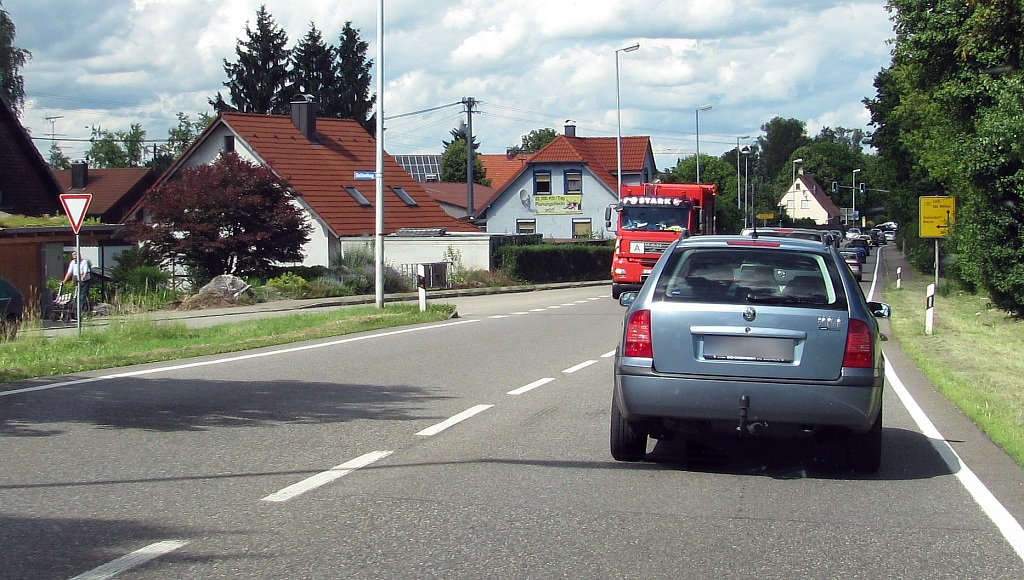
B 30 Ortsdurchfahrt Gaisbeuren
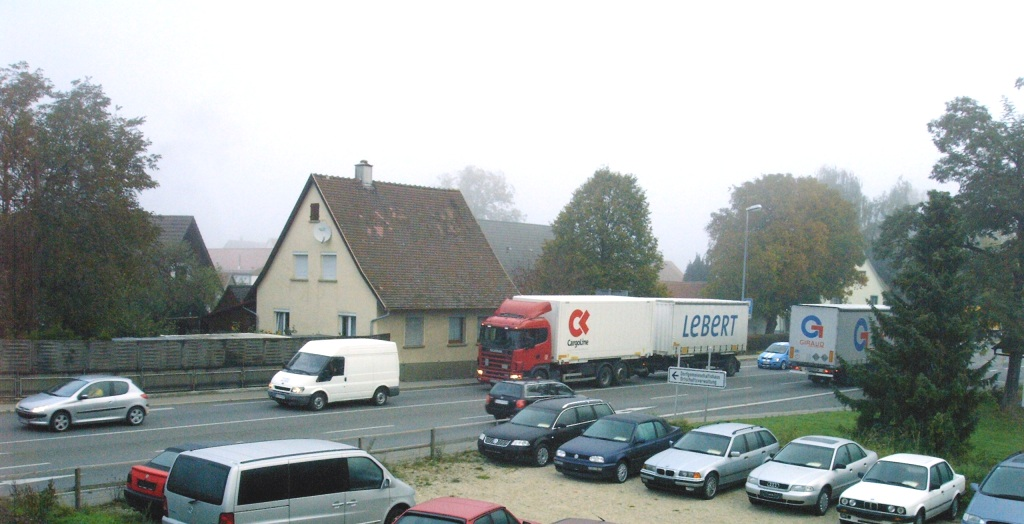
B 30 Ortsdurchfahrt Gaisbeuren (nah an den Wohnhäusern)
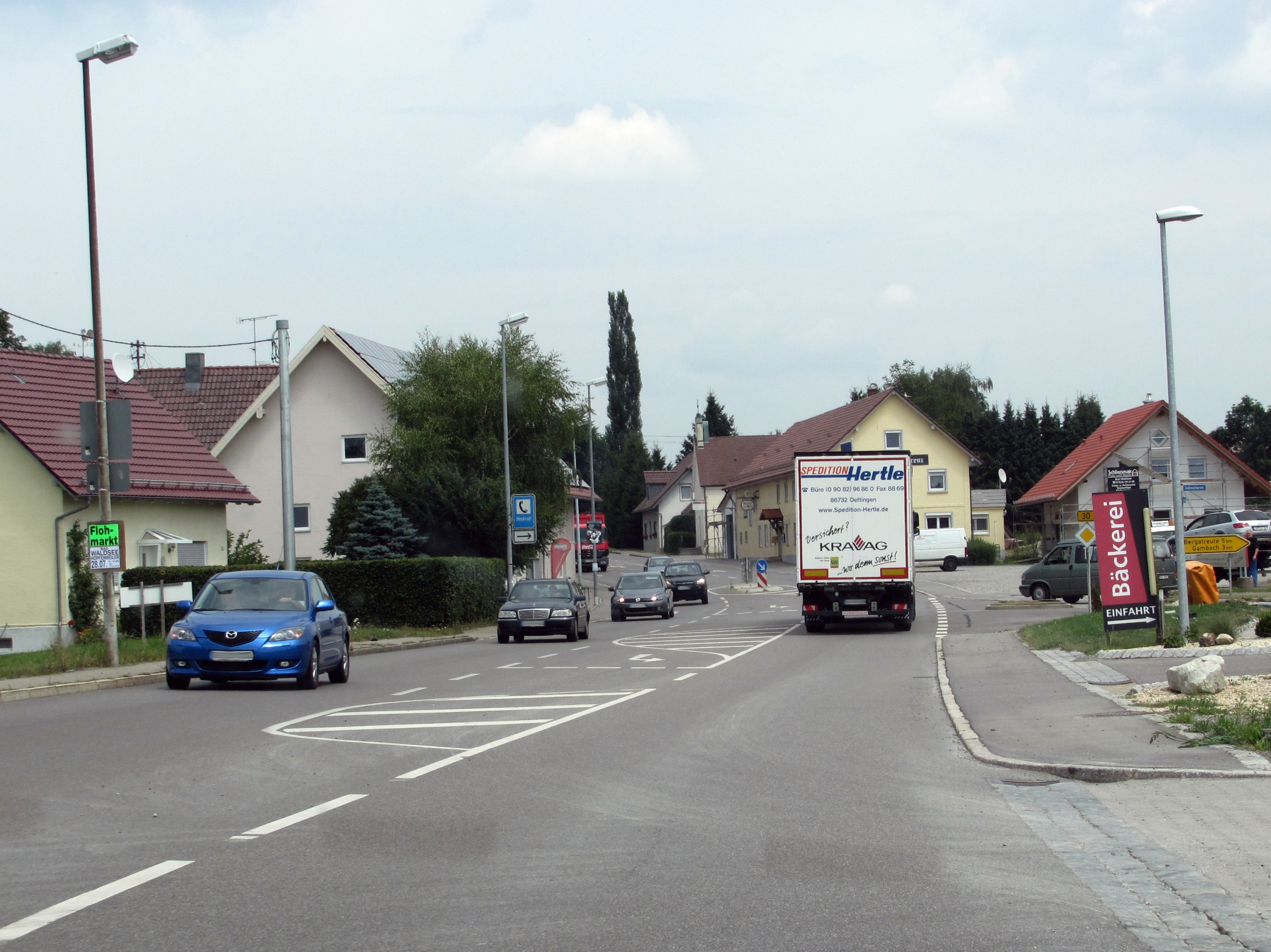
B 30 Ortsdurchfahrt Enzisreute
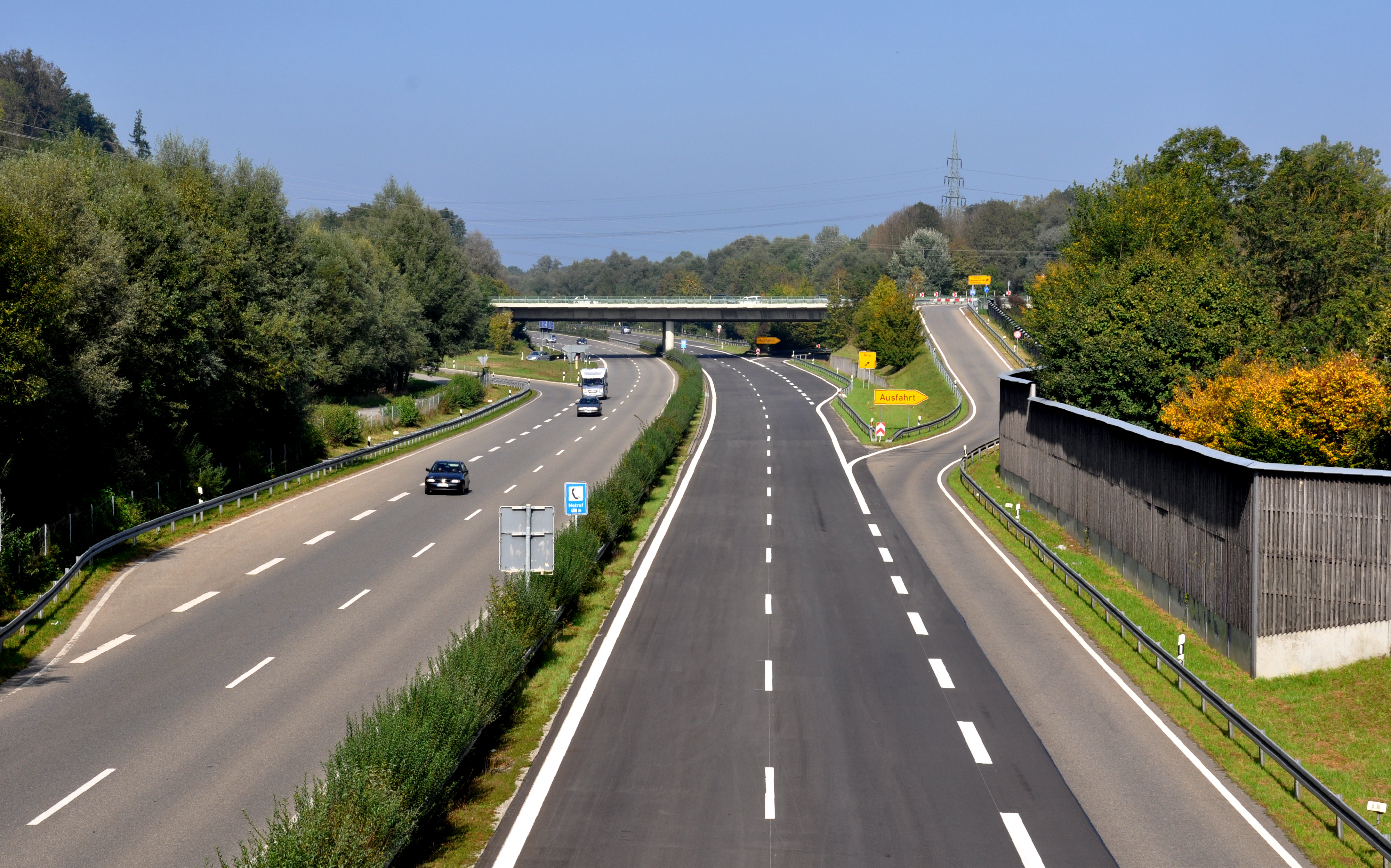
B 30 neu Ausfahrt Ravensburg-Nord
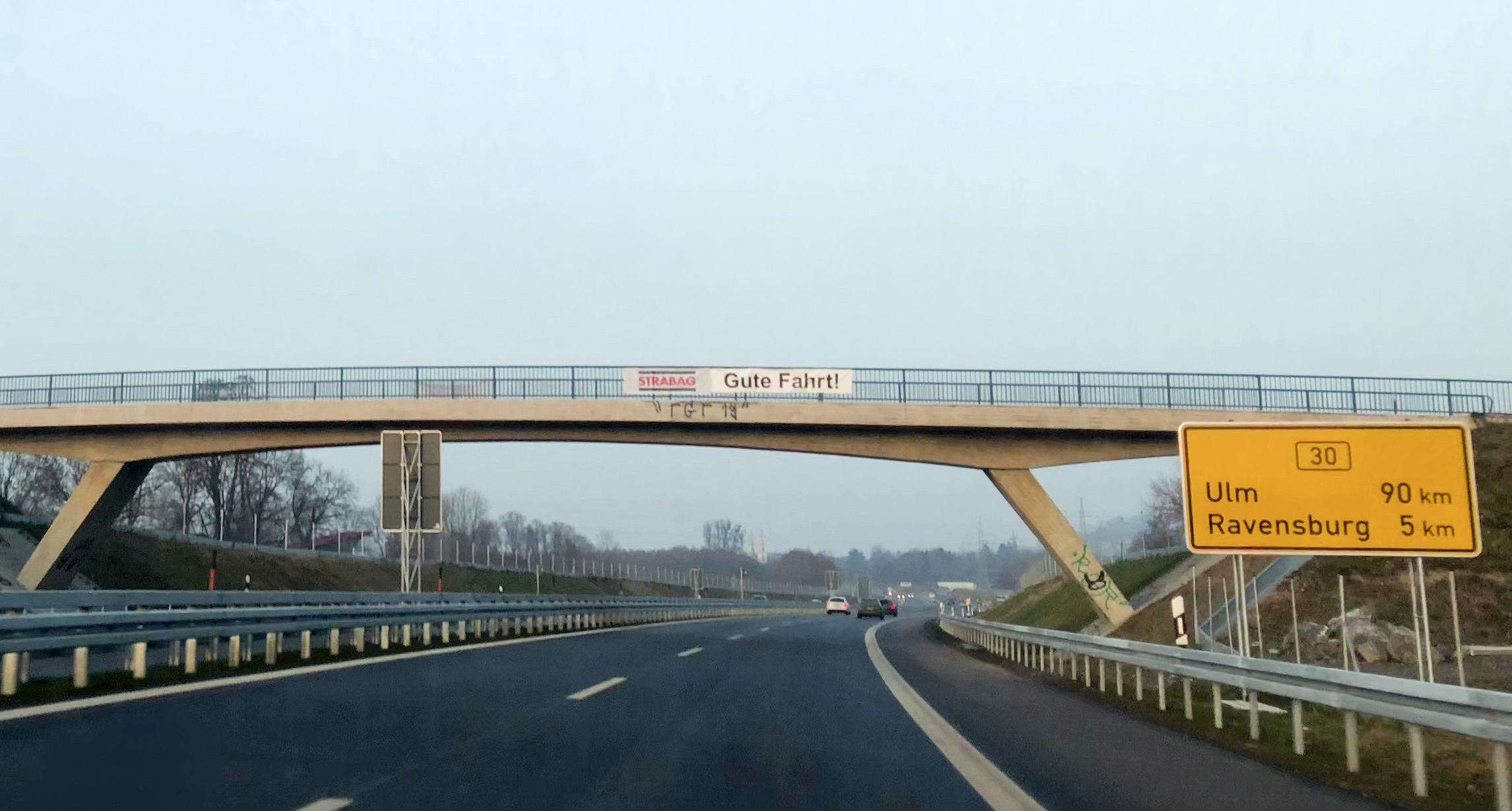
B 30 neu nördlich der AS Oberzell
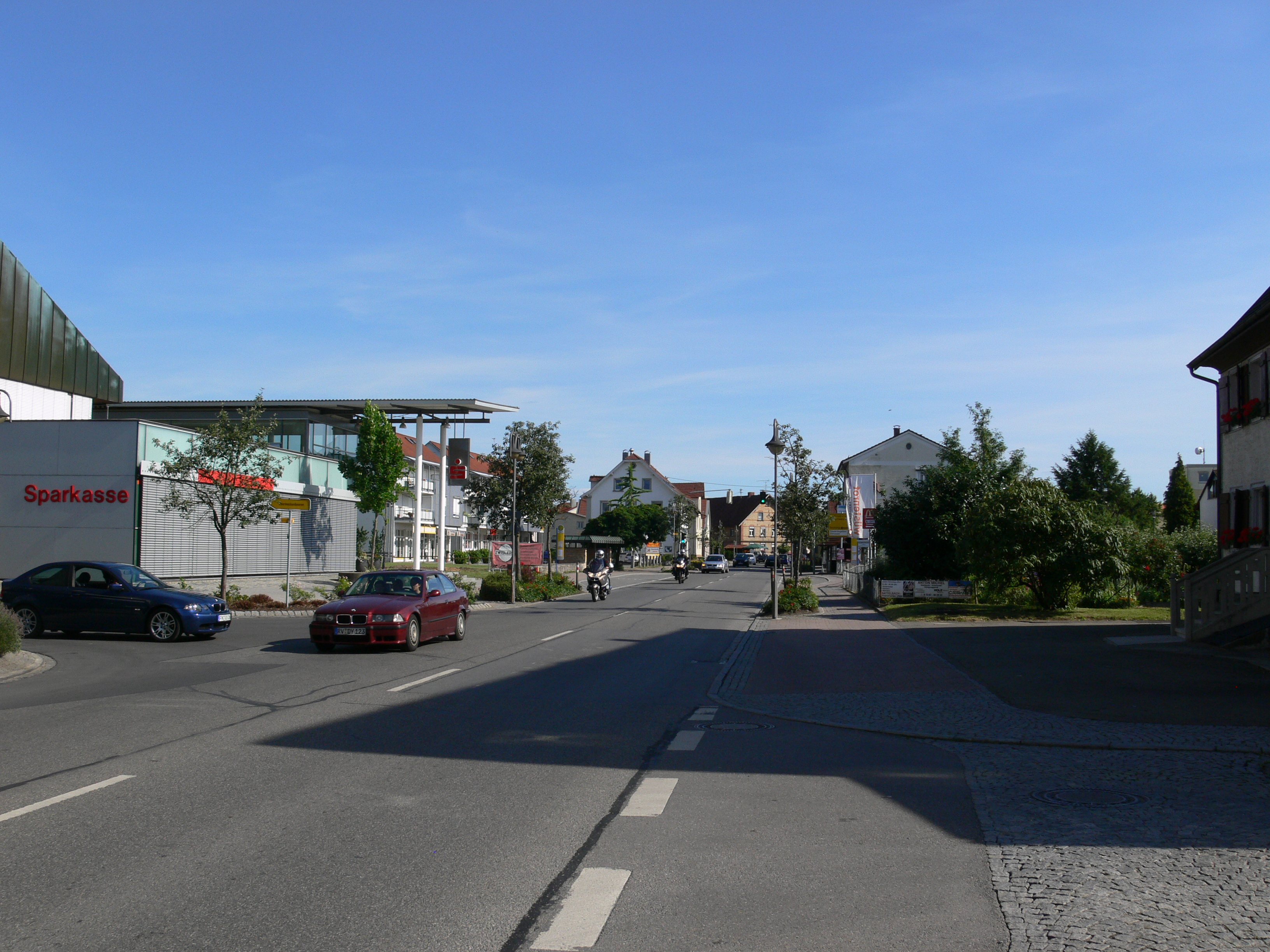
B 30 in Meckenbeuren
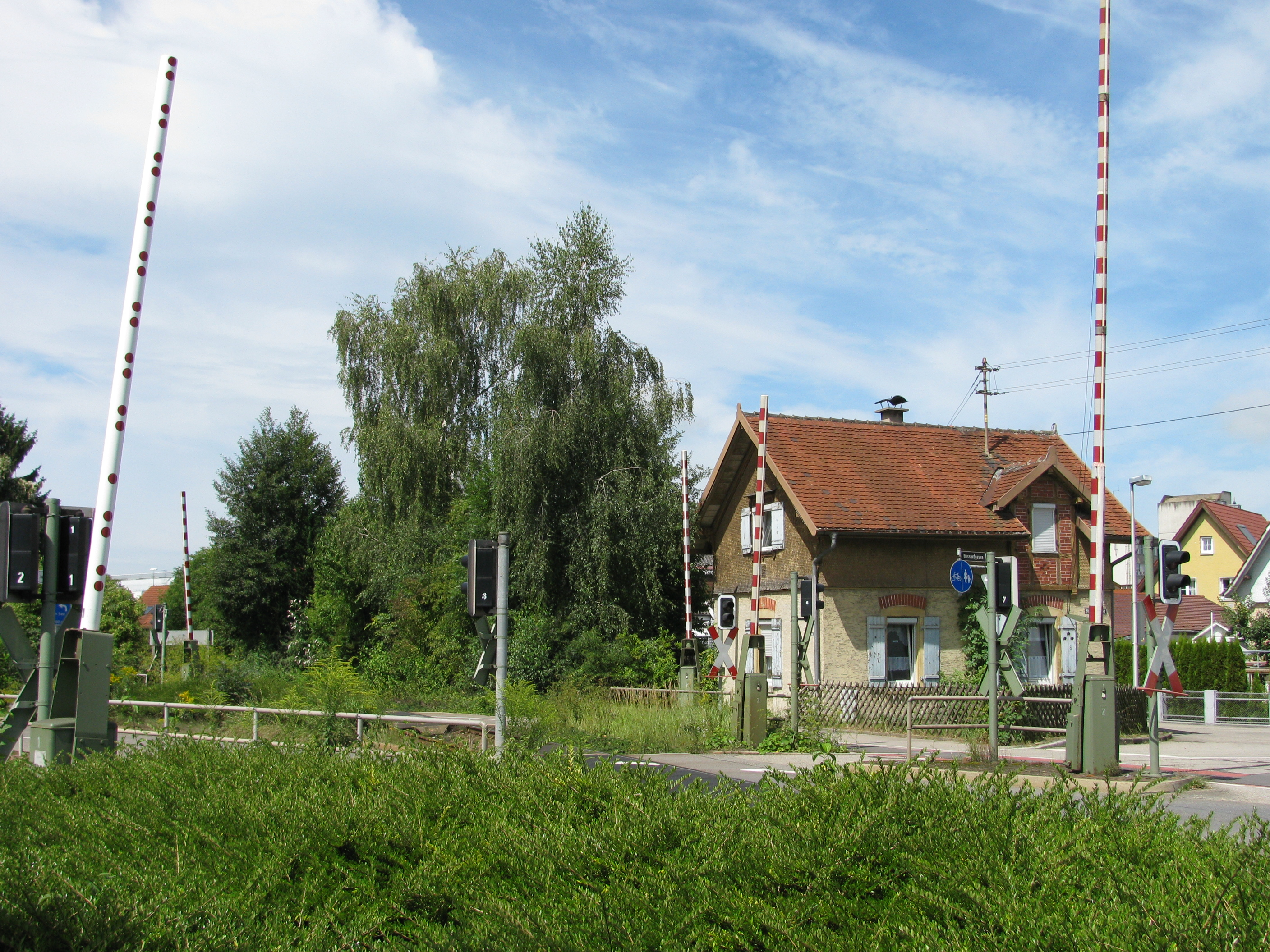
B 30 Bahnübergang in Friedrichshafen

## Bedeutung
Die B 30 ist, bedingt durch die geografische Lage, eine Hauptlinie für den Durchgangsverkehr im südöstlichen Landesteil von Baden-Württemberg. Sie gehört zu den am stärksten befahrenen Bundesstraßen in Deutschland. Mit Stand 2021 werden durchschnittliche tägliche Verkehrsbelastungen von bis zu 43.944 Kraftfahrzeugen erreicht, darunter 4.654 Fahrzeuge des Schwerverkehrs (Anteil: ca. 11 %). Das durchschnittliche tägliche Verkehrsaufkommen über die oberzentrale Achse Ulm/Neu-Ulm-Friedrichshafen/Ravensburg/Weingarten beträgt rund 20.600 Kraftfahrzeuge pro Tag bei 1.968 Fahrzeugen des Schwerverkehrs.
Die B 30 ist die Nord-Süd-Hauptverbindung zum Flughafen Friedrichshafen, zur Messe Friedrichshafen als auch zum Güterverkehrszentrum Ulm. Das Industriegebiet Ulm-Donautal, eines der größten Industriegebiete in Baden-Württemberg, liegt ebenfalls an der B 30. Die Bundesstraße ist zudem der Nord-Süd-Hauptzubringer zu den touristischen Zentren am mittleren Bodensee sowie in Oberschwaben und die Hauptverbindung des Oberzentrums Friedrichshafen/Ravensburg/Weingarten mit dem Doppelzentrum Ulm/Neu-Ulm. Dabei erschließt sie die Mittelzentren Laupheim, Biberach an der Riß und Bad Waldsee. Darüber hinaus verlaufen über die B 30 mehrere oberzentrale Doppelrelationen. Der Einzugsbereich umfasst mit Stand 2022 rund 1.132.000 Einwohner.
Die Bundesstraße 30 nimmt den Verkehr der aufgegebenen A 89 (Ulm-Friedrichshafen) auf. Zudem nimmt sie einen Teil des Verkehrs der ebenfalls aufgegebenen A 85 (Ravensburg-Stuttgart) auf und bildet zusammen mit der A 8 die Hauptachse zwischen den Landkreisen Ravensburg und Biberach mit der Metropolregion Stuttgart. Die B 30 dient auch als Ausweichstrecke bei Staus auf der A 7 und A 96.

## Besonderheiten
Die Bundesstraße 30 ersetzt die aufgegebene A 89 und setzt sich auf den autobahnähnlichen Abschnitten aus dieser zusammen. Ein direkter Beweis hierfür ist noch heute zwischen Wiblingen und dem Autobahndreieck Neu-Ulm vorhanden, wo die B 30 als Autobahn beschildert ist und an einem Autobahndreieck endet.
Dass die Bundesstraße 30 ursprünglich als A 89 geplant war, zeigte sich bis 2012 im Süden von Biberach. Da hier eine Fahrbahn fehlt, war der Knotenpunkt Biberach-Jordanbad so angepasst, dass die Auffahrt in Richtung Ravensburg mit einer im 90-Grad-Winkel abknickenden Linkskurve ausgeführt war. Das Stück nach der Kurve und vor der Einmündung in die Bundesstraße entsprach genau der Breite einer Richtungsfahrbahn von Autobahnen. Mit dem dreistreifigen Ausbau des Abschnitts vom Biberach/Jordanbad bis zur nördlichen Rißbrücke bei Appendorf wurde die Auffahrt in den Jahren 2012/2013 umgebaut.

## Geschichte

### Römerstraße
Bereits die Römer bauten eine Straße, die über Lindau, Ravensburg, Weingarten, Baienfurt und Bad Waldsee zum Donaukastell Rißtissen führte. Die Straße führte durch Moor- und Sumpfgebiete und war zwischen sechs und zehn Meter breit. Sie war die einzige befestigte Straße in weitem Umkreis. Nach dem Rückzug der Römer verfiel die Straße und wurde in späteren Jahren durch neue Trassen überbaut.

### Staats- und Poststraße, 18. Jahrhundert
Aufgrund der historischen Verkehrsbeziehungen war die spätere württembergische Staatsstraße 49 bereits im 18. Jahrhundert eine stark befahrene Straße. Sie war zugleich Staats- und Poststraße, auf der neben der Obrigkeit auch Eilwagen verkehrten und war die Nord-Süd-Verbindung in die Schweiz und nach Italien. Schon früh wurden größere Ausbesserungen notwendig. Die erste geht auf 1893–1908 zurück und betraf die Markungen Gaisbeuren, Oberessendorf, Mattenhaus, Schellenberg, Steinach und Waldsee. 1926 wurde sie in den Vorentwurf für das geplante deutsche Kraftwagenstraßennetz in die erste Kategorie aufgenommen. Es wurde durchweg viel investiert.

### Fernverkehrs- und Reichstraße ab 1934
Später wurde die Staatsstraße 49 bei der 1932 eingeführten Nummerierung des Straßensystems als Fernverkehrsstraße 30 (FVS 30) bezeichnet und 1934 in Reichsstraße 30 (R 30) umbenannt sowie von der Reichsstraßenverwaltung übernommen.

### Planung der ersten Umgehungsstraßen 1936
1936 wurde eine Umgehungsstraße für Ravensburg geplant, wegen des Zweiten Weltkrieges jedoch nicht gebaut. Die Planung der Ortsumgehung Bad Waldsee geht auf 1930 zurück. Die ersten Ortsumfahrungen vor dem Zweiten Weltkrieg entstanden 1933 für Baindt und Hochdorf-Unteressendorf, bis 1936 für Mietingen-Baltringen, Ravensburg-Oberhofen und Meckenbeuren-Senglingen, bis 1937 für Ravensburg-Weißenbach, Ravensburg-Weingartshof, Ravensburg-Torkenweiler und Ravensburg-Sickenried sowie bis 1939 für Achstetten und Erbach-Dellmensingen. Eberhardzell-Oberessendorf wurde bereits 1824 umfahren.

### Planungen ab 1950
Anfang 1950 wurden nach dem Krieg die Planungen wieder aufgenommen und die nun als Bundesstraße 30 geführte Straße in den „Zehnjahresplan“ aufgenommen. Im Jahre 1956 wurde als erster Abschnitt die B 30 von Gaisbeuren bis Baindt auf sieben Kilometer Länge im Rahmen eines Zwischenausbaus auf eine Fahrbahnbreite von 7,5 Metern verbreitert und in den Steigungen ausgeglichen. Nach dem Ausbau der Bundesstraße 30 war der Bau einer neuen Autobahn Ulm – Lindau vorgesehen, die die Wirtschaftsräume von Biberach, Weingarten, Ravensburg und Friedrichshafen erfassen sollte.
Im Jahre 1957 wurde die Bundesstraße 30 in das „Blaue Netz“ im Ausbauplan der Bundesfernstraßen aufgenommen, wie auch eine neue Bundesstraße Ulm – Lindau. Im Rahmen des Zwischenausbaus verbesserte Streckenabschnitte waren nicht mit umfasst. Im Jahre 1961 wurde die zweistreifige Ortsumgehung von Bad Waldsee fertiggestellt. Von 1965 bis 1967 folgte der zweistreifige Neubau zwischen Unteressendorf und Biberach als Ortsumgehungen der Orte Hochdorf, Hochdorf-Schweinhausen, Hochdorf-Appendorf, Biberach-Rißegg-Halde und Ummendorf. Ebenfalls 1967 wurde der Neubau der B 30 von Achstetten über Laupheim bis Äpfingen-Nord fertiggestellt. Von Achstetten bis Laupheim wurde die B 30 bereits auf 2,4 km Länge autobahnähnlich fertiggestellt, von Laupheim bis Äpfingen-Nord zweistreifig. Im Jahre 1969 wurde der zweistreifige Neubau von Ulm-Wiblingen (Kastbrücke) bis Achstetten abgeschlossen.

### Planung autobahnähnliche Straßenverbindung Günzburg bis Friedrichshafen, 1969
Ab 1969 erfolgte eine Linienbestimmung einer neuen autobahnähnlichen Straßenverbindung von Bubesheim bei Günzburg über Ulm, Biberach/Riß und Ravensburg nach Friedrichshafen durch den Bundesverkehrsminister Georg Leber. In diesem Zuge sollten die Bundesstraßen 10 und 30 autobahnähnlich neu und ausgebaut werden.

### Erster Bedarfsplan 1971
Im Bedarfsplan des Gesetzes über den Ausbau der Bundesfernstraßen in den Jahren 1971 bis 1985 vom 30. Juni 1971 war die Planung von 1969 als langfristiges Ziel enthalten – mit unterschiedlicher Dringlichkeit:
Bis 1990 sah die Planung (Dringlichkeitsstufe I) einen autobahnähnlichen Neu- und Ausbau der B 30 von der A 24 (heute A 7) südlich von Nersingen über Ulm bis Ummendorf sowie von nördlich Baindt bis Friedrichshafen vor. Von Unteressendorf (gemeint ist das Ausbauende an der südlichen Anschlussstelle Hochdorf) bis nördlich Baindt war zunächst der Bau einer ersten zweistreifigen Richtungsfahrbahn vorgesehen. Dabei sollten für alle Orte, die bisher im Zuge der B 30 keine Ortsumgehung erhalten haben, eine Ortsumgehung entstehen. Außerdem war eine Verlegung bei Unteressendorf geplant.
In einem zweiten Schritt ab 1990 (Dringlichkeitsstufe II) war ein autobahnähnlicher Neubau der B 10 von der A 21 (heute A 8) bei Bubesheim bei Günzburg bis zur B 30 neu an der A 24 (heute A 7) südlich von Nersingen vorgesehen.
In einem dritten Schritt (Dringlichkeitsstufe III) sollte an die im ersten Schritt neu gebauten B 30 von Ummendorf bis nördlich Baindt eine zweite Fahrbahn angebaut werden, so dass von der A 21 (heute A 8) bei Günzburg bis Friedrichshafen eine durchgängige autobahnähnliche Verbindung entstehen sollte.

### Aus B30 wird A89, 1975
Mit der Umsetzung der Neunummerierung des deutschen Bundesautobahnnetzes erhielt die autobahnähnlich geplante Straßenverbindung von Günzburg über Ulm und Ravensburg nach Friedrichshafen am 1. Januar 1975 die Bezeichnung „Bundesautobahn 89“.
Im Jahre 1976 wurde mit dem Bau der Bundesautobahn 89 bei Ulm begonnen. Im Jahre 1978 wurde der erste 2,7 km lange als A 89 erbaute Streckenabschnitt zwischen Äpfingen-Nord und Biberach-Nord für den Verkehr freigegeben. 1979 war die A 89 von Ulm bis Achstetten und Biberach-Nord bis Biberach-Jordanbad in Bau.

### Zweiter Bedarfsplan 1976
Mit dem „Gesetz zur Änderung des Gesetzes über den Ausbau der Bundesfernstraßen in den Jahren 1971 bis 1985“ vom 5. August 1976 wurde die Priorität einzelner Teilabschnitte geändert.
Neu war die Abstufung des Baus der ersten Richtungsfahrbahn von Unteressendorf (gemeint ist das Ausbauende an der südlichen Anschlussstelle Hochdorf) bis Enzisreute (gemeint ist die Markungsgrenze Baindt) in der Dringlichkeit um eine Stufe. Der Bau sollte nun nach dem Aus-/Neubau von Ulm bis Biberach/Riß und Enzisreute bis Friedrichshafen erfolgen.

### Dritter Bedarfsplan – Aufgabe der A89, 1980
Mit dem Bundesverkehrswegeplan 1980 kam das Aus für die A 89. Der Bundesverkehrswegeplan 1980 sah die Fortführung der Bundesautobahn 89 als Bundesstraße 30 vor.
Basierend auf dem Bundesverkehrswegeplan 1980 trat am 25. August 1980 das „Zweite Gesetz zur Änderung des Gesetzes über den Ausbau der Bundesfernstraßen in den Jahren 1971 bis 1985“ in Kraft. Das Aus der Bundesautobahn 89 wurde besiegelt: Die Planung wurde als Aus- und abschnittsweiser Neubau der B 30 fortgeführt, von der A 7 südlich von Nersingen über Ulm und Ravensburg nach Friedrichshafen. Die Planung von Günzburg bis Nersingen wurde aufgegeben.
Neu war ebenfalls die Aufgabe der Ortsumgehungen von Biberach/Riß bis nördlich von Baindt. Dort sollte die Bundesstraße stattdessen autobahnähnlich durch die Orte Schneiderbenes, Hebershaus, Englerts, Mattenhaus, Gaisbeuren und Enzisreute ausgebaut werden. Für diese Pläne war ein geringer Bedarf ausgewiesen, so dass keine Planung erfolgte. Von Eschach bis Friedrichshafen war statt eines autobahnähnlichen Neubaus eine zweistreifige Ortsumgehung vorgesehen.

### Freigabe der letzten als A89 erbauten Abschnitte 1980
1980 erfolgte die Verkehrsfreigabe des 11,5 km langen autobahnähnlichen Abschnitts Ulm-Wiblingen bis Achstetten. Ebenfalls 1980 wurde der Abschnitt Ulm-Wiblingen bis zum Autobahndreieck Neu-Ulm fertiggestellt, war allerdings erst 1981 mit der Fertigstellung des Autobahndreiecks Neu-Ulm befahrbar. Ebenfalls 1981 wurde der 7,9 km lange autobahnähnliche Neubau der Bundesstraße 30 zwischen Biberach-Nord und Biberach-Jordanbad abgeschlossen und mit dem Bau einer Ortsumgehung für Ravensburg begonnen. Mit der Aufgabe der Planung als Bundesautobahn 89 verringerte sich das Planungstempo erheblich.

### Vierter Bedarfsplan für die Bundesfernstraßen 1986
Auf Grundlage des Bundesverkehrswegeplans 1985 trat am 21. April 1986 das „Dritte Gesetz zur Änderung des Gesetzes über den Ausbau der Bundesfernstraßen“ in Kraft.
Vorgesehen war weiterhin ein Aus- und abschnittsweiser Neubau der B 30 von Neu-Ulm bis Friedrichshafen. Die Planung der B 30n von der A 7 bei Nersingen bis zum Autobahndreieck Neu-Ulm wurde aufgegeben. Der Neubau einer Ortsumfahrung für die Gemeinde Meckenbeuren, von Ravensburg-Eschach bis Friedrichshafen, wurde aus der Vordringlichkeit abgestuft.
Weiterhin war ein autobahnähnlicher Ausbau durch die Orte Schneiderbenes, Hebershaus, Englerts, Mattenhaus, Gaisbeuren und Enzisreute vorgesehen. Allerdings war für diese Pläne wiederum ein geringer Bedarf ausgewiesen, so dass keine Planung erfolgte.
Die Planungen von Laupheim bis Baltringen (zweibahniger Ausbau) und Baindt bis Eschach (Ortsumgehung Ravensburg) wurden fortgeführt.

### Fertigstellung von Ulm bis Biberach 1990
1990 wurde die etwa zehn Kilometer lange zweite Fahrbahn zwischen Biberach-Nord und Achstetten fertiggestellt. Von nun an war die B 30 vom Autobahndreieck Neu-Ulm bis Biberach/Jordanbad durchgängig autobahnähnlich befahrbar.

### Fünfter Bedarfsplan 1993
Auf Grundlage des Bundesverkehrswegeplans 1992 trat am 15. November 1993 das „Vierte Gesetz zur Änderung des Fernstraßenausbaugesetzes“ in Kraft. Vorgesehen war weiterhin ein Aus- und abschnittsweiser Neubau der B 30.
Neu war die Aufstufung des autobahnähnlichen Ausbaus der Ortsumgehung Bad Waldsee in den Vordringlichen Bedarf. Die Planungen konzentrierten sich nun auf den autobahnähnlichen Ausbau der Ortsumgehung Bad Waldsee und die Ortsumgehung Ravensburg.

### Sechster Bedarfsplan 2004
Auf Grundlage des Bundesverkehrswegeplans 2003 trat am 4. Oktober 2004 das „Fünfte Gesetz zur Änderung des Fernstraßenausbaugesetzes“ in Kraft. Vorgesehen war weiterhin ein Aus- und abschnittsweiser Neubau der B 30. Neu war die Aufwertung der Neu- und Ausbauprojekte im Zuge der B 30 teilweise im Umfang wie auch in der Dringlichkeit.
Von einem autobahnähnlichen Ausbau durch die Orte Hebershaus, Schneiderbenes, Englerts, Mattenhaus, Gaisbeuren und Enzisreute wurde Abstand genommen. Es waren wieder neue Trassen mit Umgehung der Ortslagen vorgesehen. Der Weiterbau der B 30 vom Autobahndreieck Neu-Ulm bis nördlich von Neu-Ulm wurde neu als „B 10 Südosttangente Neu-Ulm“ aufgenommen. Die Planung von Ravensburg-Eschach bis Friedrichshafen wurde sowohl im Projektzuschnitt (zweibahnig, vierstreifig statt einbahnig, zweistreifig) als auch in der Dringlichkeit („Vordringlicher Bedarf“ statt „Weiterer Bedarf“) aufgewertet. Der zweibahnigen Ausbau der Ortsumgehung Bad Waldsee wurde in den „Weiteren Bedarf“ abgestuft.
Der Kreistag Biberach lehnte einen Ausbau der B 30 im Landkreis Biberach für den „Vordringlichen Bedarf“ ab. Er gab der B 312 von Biberach bis Berkheim mit den Ortsumgehungen Ringschnait, Ochsenhausen und Edenbachen der Vorzug. Der Referentenentwurf des Bundes sah dagegen den „Vordringlichen Bedarf“ für die B 30 vor.
Im Landkreis Ravensburg lehnten die Kommunen den „Vordringlichen Bedarf“ für die B 30 ebenfalls ab. Vorzug wurde der Vollendung der Ortsumgehung Ravensburg gegeben. Der Neubau der B 30 von Oberessendorf bis Bad Waldsee-Nord, der Ausbau der Ortsumgehung Bad Waldsee sowie die Ortsumgehungen Gaisbeuren und Enzisreute wurden aus solidarischen Gründen zu Gunsten der Projekte „Lückenschluss A 96 Leutkirch-Wangen“, „B 12 Ortsumgehung Isny“, „B 32 Ortsumgehung Geiselharz“ zurückgestellt und gelangten in den „Weiteren Bedarf“.
Die Planungen konzentrierten sich nun auf die Vollendung der Ortsumgehung Ravensburg und den Weiterbau von Ravensburg-Eschach bis Friedrichshafen.

### Siebter Bedarfsplan 2016
Auf Grundlage des Bundesverkehrswegeplans 2030 trat am 31. Dezember 2016 das „Sechste Gesetz zur Änderung des Fernstraßenausbaugesetzes“ in Kraft. Vorgesehen war weiterhin ein Aus- und abschnittsweiser Neubau der B 30, von Biberach an der Riß bis Hochdorf, Bad Waldsee bis nördlich Baindt und Ravensburg bis Friedrichshafen. Die Planung von Hochdorf bis Bad Waldsee wurde aufgegeben.
Die Planungen konzentrierten sich nun auf die Vollendung der Ortsumgehung Ravensburg, den Weiterbau von Ravensburg-Eschach bis Friedrichshafen, den zweibahnigen Ausbau von Biberach an der Riß bis Hochdorf sowie die Ortsumgehungen Gaisbeuren und Enzisreute.

## Ausbaupläne
Die Straßenbauverwaltung strebte seit 1969 als langfristiges Ziel den autobahnähnlichen Ausbau der Bundesstraße 30 von Ulm bis Friedrichshafen an. Von 1967 bis heute wurden 55,5 km autobahnähnlich ausgebaut. Die Streckenabschnitte Ulm – Biberach und Baindt – Oberzell sind fertiggestellt.
Ein durchgängig autobahnähnlicher Ausbau ist nach dem Bedarfsplan 2016 für die Bundesfernstraßen nicht mehr vorgesehen. Der Abschnitt Hochdorf – Bad Waldsee wurde vorerst aufgegeben. Die laufenden Planungen konzentrieren sich aktuell auf die Gemeinden Meckenbeuren und Bad Waldsee mit dem Schwerpunkt der Beseitigung der letzten Ortsdurchfahrten.

### Ausbau: Biberach-Jordanbad–Hochdorf
Der Ausbau der B 30 von Biberach-Jordanbad bis Hochdorf wird im Bedarfsplan 2016 im Vordringlichen Bedarf periodisiert. Mangels Kapazitäten ist ein Planungsbeginn jedoch zurzeit nicht absehbar.

### Ausbau: Bad Waldsee-Nord–Bad Waldsee (Urbachviadukt)
Der Bau der zweiten Fahrbahn der Ortsumgehung von Bad Waldsee ist im aktuellen Bedarfsplan 2016 für die Bundesfernstraßen nicht mehr enthalten. Zurzeit plant das Land Baden-Württemberg neue Anschlussstellen der L 300 und L 316 mit der B 30 bei Bad Waldsee. Gegen diese Planung wurden von einem Naturschutzverband Einwände erhoben.

### Aus- und Neubau: Bad Waldsee–Baindt
Auf dem Abschnitt Bad Waldsee–Baindt befinden sich seit 2001 die letzten echten Ortsdurchfahrten der Bundesstraße 30 zwischen Ulm und Ravensburg. Trotz einer seit Jahrzehnten weit überdurchschnittlichen Verkehrsbelastung befand sich der Ausbau mit Neubau um die Orte Gaisbeuren und Enzisreute lange Zeit im „Weiteren Bedarf“. Im aktuellen Bedarfsplan 2016 für die Bundesfernstraßen befindet sich das Projekt „B 030 Enzisreute-Gaisbeuren“ erstmals im „Vordringlichen Bedarf“.
Ziele des Projekts „B030 Enzisreute – Gaisbeuren“ sind die Entlastung der Ortsdurchfahrten, Schaffung einer leistungsfähigen überregionalen Verbindung, Minderung von Unfallrisiken und Umweltbelastungen.
Bereits 1958 wurde von der ehemaligen Gemeinde Gaisbeuren ein Antrag für die Umgehungen der Orte Gaisbeuren und Enzisreute gestellt. Die Planung wurde über Jahrzehnte nicht aufgenommen. Die Stadt Bad Waldsee beabsichtigte 2013 für die Ortsumgehungen Gaisbeuren und Enzisreute erstmals Freihaltetrassen im Flächennutzungsplan einzutragen. Dies sollte dazu beitragen, dass die Ortsumgehungen im Bundesverkehrswegeplan 2030 in den „Vordringlichen Bedarf“ aufgestuft werden.
Die baden-württembergische Landesregierung stufte die Projekte Ortsumgehung Gaisbeuren und Ortsumgehung Enzisreute im Jahr 2013 jedoch als nachrangig ein und meldete beide Projekte im November 2013 als Einzelprojekte beim Bund an. Das Bundesministerium für Verkehr und digitale Infrastruktur reagierte darauf im September 2014, in dem es alle als Achsen angemeldete Projekte für die Projektbewertung zum Bundesverkehrswegeplan 2030 in Einzelprojekte teilte und später wieder zusammenfügte. Schließlich fasste der Bund beide Projekte im Bundesverkehrswegeplan 2030 zu dem Projekt „B 030 Enzisreute-Gaisbeuren“ zusammen. Dies bestätigte der Deutsche Bundestag mit dem Bedarfsplan 2016 für die Bundesfernstraßen. Die Teilprojekte „Ortsumfahrung Gaisbeuren“ und „Ortsumfahrung Enzisreute“ sind im aktuellen Bedarfsplan 2016 für die Bundesfernstraßen ebenfalls aufgeführt.
In der am 20. März 2018 vorgestellten landesweiten Priorisierung des Ministeriums für Verkehr Baden-Württemberg, ist das Vorhaben in der zweistufigen Umsetzungskonzeption in der 2. Stufe und ersten Gruppe des Maßnahmentyps „Ortsumfahrungen“ enthalten. Das für die Planung zuständige Regierungspräsidium Tübingen nahm im November 2022 die Planung auf.

### Neubau: Ravensburg-Süd–Eschach (B30-Süd)

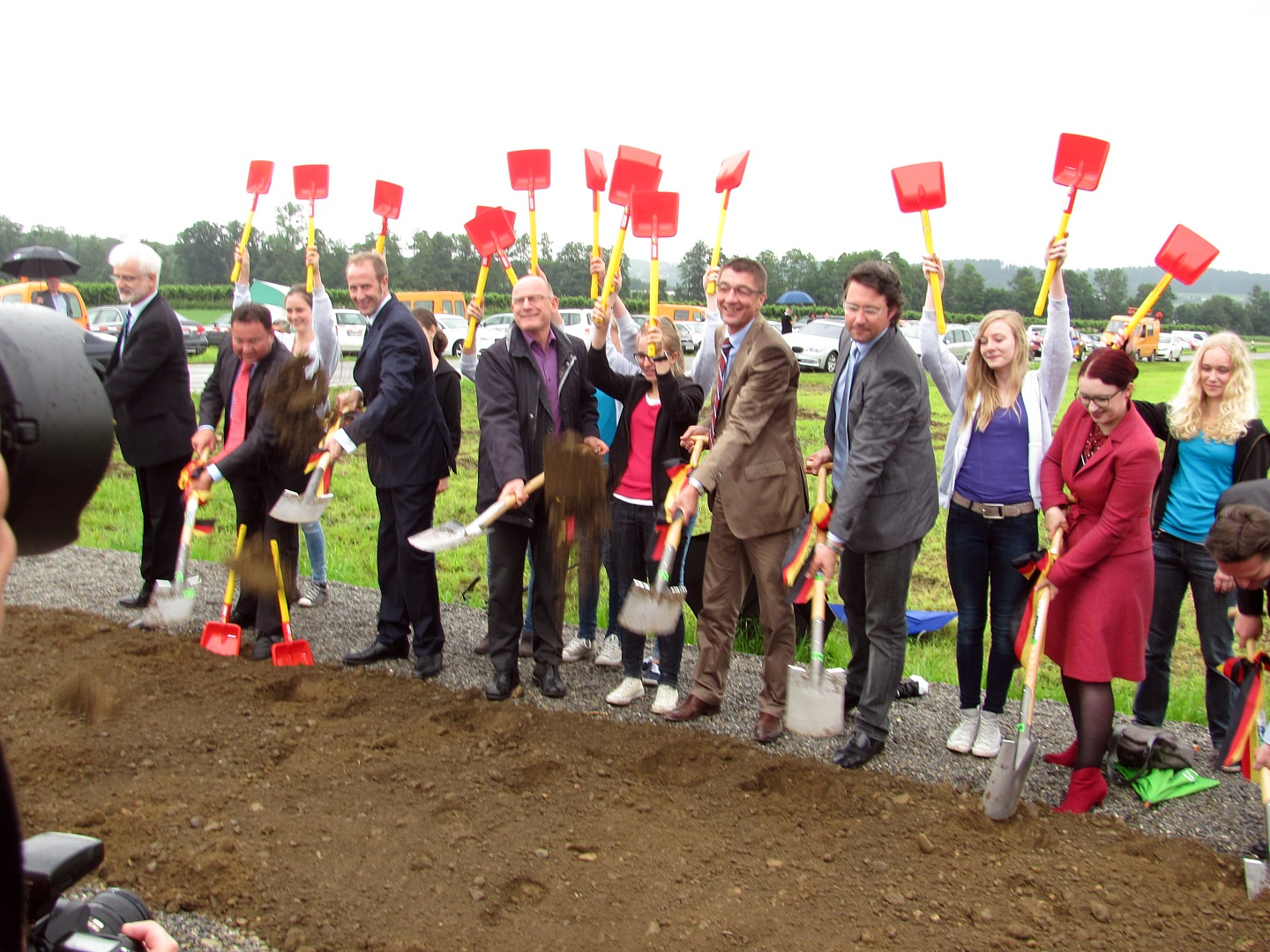
Spatenstich für die „B 30-Süd“ am 3. Juli 2013

Am 3. Juli 2013 erfolgte der Baubeginn an der „B 30-Süd“. Dieser letzte Bauabschnitt VI der Ortsumgehung Ravensburg (B 30 Baindt (Egelsee) – Ravensburg-Eschach) wurde am 2. Dezember 2019 dem Verkehr übergeben.
Die „B 30-Süd“ wurde in drei Bauabschnitten gebaut:
- Bauabschnitt 1 (BA 1): B 30 neu von AS Ravensburg-Süd bis zur neu zu bauenden AS Karrer/Oberzell
- Bauabschnitt 2 (BA 2): B 30 neu von AS Karrer/Oberzell bis B 30 alt westlich von Untereschach
- Bauabschnitt 3 (BA 3): B 467 neu von B 30 alt bis zur B 467 bei Hegenberg

Der Bau startete mit BA 2, da sich im Bereich von Untereschach bereits eine Verkehrsentlastung auf der K 7981 ergibt. Der BA 2 wurde im Oktober 2018 eröffnet. Im Anschluss wurden BA 1 und BA 3 realisiert, deren Verkehrsfreigabe am 2. Dezember 2019 erfolgte. Die Gesamtfertigstellung der “B 30-Süd” einschließlich Bepflanzungs-, Ausgleichs- und Rückbaumaßnahmen wurde bis Ende 2023 angestrebt.

### Aus- und Neubau: Eschach–Friedrichshafen

#### Stand der Planungen
Der Streckenabschnitt Eschach–Friedrichshafen befindet sich im aktuellen Bedarfsplan 2016 für die Bundesfernstraßen als Projekt „B 030 Friedrichshafen (B 31) – Ravensburg/Eschach“ im „Vordringlichen Bedarf“. Das Projekt ist in Planung und befindet sich nach dem Abschluss der Vorplanung im verwaltungsinternen Zwischenverfahren vor der Linienbestimmung. Die Planung wird auf der Ebene der Linienfindung von einem Projektbegleitenden Arbeitskreis begleitet, der sich u. a. aus Vertretern der Straßenbauverwaltung, der beauftragten Fachgutachter, der Träger öffentlicher Belange, der Naturschutzverbände und der betroffenen Gemeinden sowie Vertreter der örtlichen Bürgerinitiativen zusammensetzt. Weitere Begleitung erfährt die Planung durch einen verwaltungsinternen Lenkungskreis und Runden Tisch Landwirtschaft.

#### Planungsziel
Ziel der Planung ist neben der Umfahrung der Ortslagen von Meckenbeuren bis Friedrichshafen die Schaffung einer neuen Bündelungsachse für die Verkehre im nördlichen Bodenseeraum. Der sogenannte Planungsfall 7 verfolgt das Ziel die Verkehre im nördlichen Bodenseeraum auf eine gemeinsame Achse von B 30 neu und B 31 neu zu bündeln und somit die B 30 alt, B 31 alt, B 33 und B 467 zu entlasten. Die B 467 Querspange Tettnang ist Teil dieser Planung.
Die B 30 neu Ravensburg – Friedrichshafen und B 31 neu Meersburg – Friedrichshafen stellen die neuen Bündelungsachsen dar. Die B 467 soll im Abschnitt Tettnang – Ravensburg entlastet werden. Davon würden Langentrog und Liebenau profitieren. Die B 30 neu erhält zusammen mit der B 31 neu eine zentrale Bündelungsfunktion im nördlichen Bodenseeraum – im Dreieck Ravensburg – Tettnang – Meckenbeuren – Friedrichshafen – Markdorf. In der Planung der Ost-Umfahrung bei Meckenbeuren, im Zuge der B 30 neu, ist die B 467 Querspange Tettnang integriert, bei anderen Planfällen kommt sie zusätzlich hinzu.

#### Vorplanung/Trassenfindung
Seit 1969 gestaltet sich die Trassenfindung im Bereich von Meckenbeuren als schwierig. Einerseits kann die B 30 neu im Bereich von Meckenbeuren entweder durch relativ dicht besiedeltes Gebiet oder hochwertige Naturräume mit hoher Erholungsfunktion geführt werden. Häufig kommt es von Seiten der Bürger und Umweltverbände zu Protesten. 1969 war eine Ostumgehung unter Mitnutzung der B 467 bis Tettnang vorgesehen. 1998 fiel die Entscheidung für die Westumgehung durch den Brochenzeller Wald. Aufgrund von Änderungen des Naturschutzrechts im Jahr 2007 kam die gesamte Planung erneut auf den Prüfstand. Die vorherige Festlegung auf die Westumgehung wurde verworfen. In diesem Zuge wurde 2014 als Ergänzung der „Korridor Mitte“ vorgestellt. Der „Korridor Mitte“ stellte eine Konsensvariante dar. Zur Diskussion standen eine West- und Ost-Variante sowie der „Korridor Mitte“.
Der „Korridor Mitte“ führte von Beginn an zu Protesten und wurde von der Gemeinde Meckenbeuren abgelehnt. Mehrheitlich befürwortete die Gemeinde Meckenbeuren 2017 die West-Variante in Kombination mit einer Ortsumgehung von Liebenau und Querspange Tettnang im Zuge der B 467. Zur Entscheidungsfindung hatte die Gemeinde eigenständig ein Gutachten in Auftrag gegeben, jedoch nicht die Untersuchungen und Ergebnisse der zuständige Planungsbehörde, dem Regierungspräsidium Tübingen, abgewartet. Das Regierungspräsidium Tübingen gab im Januar 2019 bekannt, die Planungen auf Basis der Ostumfahrung fortzuführen. Im Juni 2023 stimmte das Bundesministerium für Digitales und Verkehr der Vorzugsvariante Ost zu.